# Bình Long (huyện)
Bình Long là một huyện cũ thuộc tỉnh Bình Phước, Việt Nam, tồn tại từ năm 1977 đến năm 2009.

## Địa lý
Huyện Bình Long nằm ở phía tây tỉnh Bình Phước, có vị trí địa lý:
- Phía đông giáp huyện Phước Long
- Phía tây giáp tỉnh Tây Ninh
- Phía nam giáp huyện Chơn Thành và tỉnh Bình Dương
- Phía bắc giáp huyện Lộc Ninh.

Trước khi giải thể vào năm 2009, huyện Bình Long có diện tích 790,08 km², dân số là 153.271 người, mật độ dân số đạt 194 người/km².

## Hành chính
Huyện Bình Long có 16 đơn vị hành chính trực thuộc, bao gồm thị trấn An Lộc và 15 xã: Thanh An, An Khương, Thanh Bình, Tân Khai, Đồng Nơ, Tân Hiệp, Minh Tâm, Minh Đức, Tân Lợi, Phước An, Tân Hưng, Thanh Lương, Thanh Phú, An Phú, Tân Quan.

## Lịch sử
Huyện Bình Long được thành lập trên cơ sở sáp nhập 3 huyện Lộc Ninh, Chơn Thành và Hớn Quản theo Quyết định số 55-CP ngày 11 tháng 3 năm 1977 của Hội đồng Chính phủ. Khi mới thành lập, huyện thuộc tỉnh Sông Bé.
Khi hợp nhất, huyện Bình Long bao gồm 26 xã: An Khương, An Lộc, Chơn Thành, Đồng Nơ, Lộc Hiệp, Lộc Hưng, Lộc Khánh, Lộc Quang, Lộc Tấn, Lộc Thái, Lộc Thành, Lợi Hưng, Minh Đức, Minh Hòa, Minh Hưng, Minh Lập, Minh Long, Minh Thành, Minh Thạnh, Nha Bích, Phước An, Tân Khai, Thanh An, Thanh Bình, Thanh Lương và Trừ Văn Thố.
Ngày 9 tháng 2 năm 1978, tách 7 xã: Lộc Hiệp, Lộc Thành, Lộc Hưng, Lộc Quang, Lộc Khánh, Lộc Tấn và Lộc Thắng để tái lập huyện Lộc Ninh.
Huyện còn lại 19 xã: An Khương, An Lộc, Chơn Thành, Đồng Nơ, Lợi Hưng, Minh Đức, Minh Hòa, Minh Hưng, Minh Lập, Minh Long, Minh Thành, Minh Thạnh, Nha Bích, Phước An, Tân Khai, Thanh An, Thanh Bình, Thanh Lương và Trừ Văn Thố.
Ngày 25 tháng 4 năm 1979, thành lập xã Minh Tân ở vùng kinh tế mới.
Ngày 10 tháng 9 năm 1981, chia xã Phước An thành 2 xã: Phước An và Tân Quan.
Ngày 1 tháng 8 năm 1994, chuyển xã An Lộc thành thị trấn An Lộc và chuyển xã Chơn Thành thành thị trấn Chơn Thành.
Cuối năm 1995, huyện Bình Long bao gồm 2 thị trấn: An Lộc, Chơn Thành và 19 xã: An Khương, Đồng Nơ, Lợi Hưng, Minh Đức, Minh Hòa, Minh Hưng, Minh Lập, Minh Long, Minh Tân, Minh Thành, Minh Thạnh, Nha Bích, Phước An, Tân Khai, Tân Quan, Thanh An, Thanh Bình, Thanh Lương, Trừ Văn Thố.
Ngày 6 tháng 11 năm 1996, Quốc hội ban hành Nghị quyết chia tỉnh Sông Bé thành 2 tỉnh: Bình Dương và Bình Phước. Theo đó, phần lớn huyện Bình Long thuộc tỉnh Bình Phước, riêng 4 xã: Minh Hòa, Minh Tân, Minh Thạnh, Trừ Văn Thố thuộc địa giới tỉnh Bình Dương và được sáp nhập vào huyện Bến Cát (nay 3 xã Minh Hòa, Minh Tân, Minh Thạnh thuộc huyện Dầu Tiếng và xã Trừ Văn Thố thuộc huyện Bàu Bàng). Huyện Bình Long còn lại 2 thị trấn: An Lộc, Chơn Thành và 15 xã: An Khương, Đồng Nơ, Lợi Hưng, Minh Đức, Minh Hưng, Minh Lập, Minh Long, Minh Thạnh, Nha Bích, Phước An, Tân Khai, Tân Quan, Thanh An, Thanh Bình, Thanh Lương.
Ngày 26 tháng 12 năm 1997, Chính phủ ban hành Nghị định 119/1997/NĐ-CP, theo đó:
- Thành lập xã An Phú trên cơ sở 5.016 ha diện tích tự nhiên và 503 người của xã Thanh Lương và 2.230 ha diện tích tự nhiên và 5.964 người của thị trấn An Lộc
- Thành lập xã Thanh Phú trên cơ sở 1.689 ha diện tích tự nhiên và 6.043 người của xã Thanh Lương và 1.272 ha diện tích tự nhiên và 4.371 người của thị trấn An Lộc.

Ngày 18 tháng 3 năm 1998, chia xã Lợi Hưng thành 2 xã: Tân Hưng và Tân Lợi.
Ngày 5 tháng 4 năm 2002, thành lập xã Minh Thắng trên cơ sở 3.600,4 ha diện tích tự nhiên và 3.634 người của xã Nha Bích.
Ngày 20 tháng 2 năm 2003, tách thị trấn Chơn Thành và 7 xã: Minh Long, Minh Thành, Tân Quan, Nha Bích, Minh Lập, Minh Thắng, Minh Hưng để tái lập huyện Chơn Thành. Huyện còn lại thị trấn An Lộc và 12 xã: An Khương, An Phú, Đồng Nơ, Minh Đức, Phước An, Tân Hưng, Tân Khai, Tân Lợi, Thanh An, Thanh Bình, Thanh Lương, Thanh Phú.
Ngày 16 tháng 5 năm 2005, thành lập xã Tân Hiệp trên cơ sở 7.052 ha diện tích tự nhiên và 6.908 người của xã Đồng Nơ.
Ngày 28 tháng 3 năm 2007, thành lập xã Minh Tâm trên cơ sở điều chỉnh 7.369 ha diện tích tự nhiên và 5.132 người của xã Minh Đức.
Từ đó, huyện Bình Long bao gồm thị trấn An Lộc và 14 xã: An Khương, An Phú, Đồng Nơ, Minh Đức, Minh Tâm, Phước An, Tân Hiệp, Tân Hưng, Tân Khai, Tân Lợi, Thanh An, Thanh Bình, Thanh Lương, Thạnh Phú.
Ngày 11 tháng 8 năm 2009, Chính phủ ban hành Nghị quyết số 35/NQ-CP. Theo đó:
- Chuyển xã Tân Quan thuộc huyện Chơn Thành về huyện Bình Long quản lý
- Thành lập thị xã Bình Long trên cơ sở toàn bộ diện tích và dân số của thị trấn An Lộc và 2 xã: Thanh Phú, Thanh Lương; 1.468,40 ha diện tích tự nhiên và 7.072 người của xã An Phú; 1.601,32 ha diện tích tự nhiên và 5.222 người của xã Thanh Bình thuộc huyện Bình Long.

Sau khi điều chỉnh địa giới hành chính, huyện Bình Long còn lại 66.379,77 ha diện tích tự nhiên, 95.681 người với 13 xã trực thuộc và được đổi tên thành huyện Hớn Quản.